# Casiguran (Sorsogón)
Casiguran es un municipio filipino de cuarta clase, perteneciente a la provincia de Sorsogón, en la región de Bicolandia.

## Historia
Hacia mediados del siglo XIX, el lugar, por entonces perteneciente a la provincia de Albáy, tenía contabilizada una población de 2446 habitantes, repartidos en 862 casas. Aparece descrito en el primer volumen del Diccionario geográfico, estadístico, histórico de las Islas Filipinas (1850) de Manuel Buzeta Núñez y Felipe Bravo con las siguientes palabras:

CASIGURAN: pueblo con cura y gobernadorcillo, en la isla de Luzon, prov. de Albay, dióc. de Nueva-Cáceres; sit. en los 127° 40' long., 12° 53' lat.; en terreno llano, sobre la costa, á la orilla izq. de un riach., ya junto su desagüe, que se verifica en el puerto de Sorsogon: le combaten todos los vientos reinantes, y el clima es templado y saludable. Tiene como unas 862 casas, en general de sencillísima construccion, distinguiéndose solo como mas notables, la casa parroquial y la llamada tribunal; hay cárcel, y escuela de primeras letras, dotada de los fondos de comunidad, á la cual asisten muchos alumnos; é igl. parr. de buena fábrica, servida por un cura secular. No lejos de la misma, y en buena situacion, se halla el cementerio, que es capaz y ventilado. Este pueblo se comunica con sus limítrofes por medio de buenos caminos; recibiendo de la cabecera de la prov. el correo semanal establecido en la isla. El term. confina por el N. con las aguas del estremo interno del puerto de Sorsogon; por el O. con las mismas en su parte occidental; por el S. con el térm. de Juban (de cuyo pueblo dista como ¼ de leg.), y por O. con los montes del interior de la isla en su parte mas estrecha, despues de reformado el istmo. En sus montes se crian escelentes maderas de construccion y ebanistería, y hay abundante caza mayor y menor. El terreno es fértil, y en la parte reducida á cultivo se cosecha abundante arroz, maiz, cocos, caña dulce, legumbres y frutas. ind.: la ocupacion principal de estos naturales es la elaboracion de algunos tejidos de abacá, la caza, la agricultura y la pesca. comercio: esportacion de los productos sobrantes de su ind. agrícola y fabril. pobl., 2,446 alm., 359 trib., que ascienden á 3,590 rs. plata, equivalentes á 8,975 rs. vellon.
(Buzeta y Bravo, 1850, pp. 521-522)

En 2020, tenía censados 35 602 habitantes.